# The Adolescents
The Adolescents (často také psáno jen Adolescents) jsou americká punková hudební skupina, která vznikla v roce 1980 ve Fullertonu v Kalifornii. Původní kapela vznikla z několika členů z legendárních kapel Social Distortion a Agent Orange, avšak hned v roce 1981 se rozpadla, protože členové nedokázali zvládnout všechny ostatní projekty naráz. Za celou dobu svého působení kapelou prošlo mnoho muzikantů, dnes kapela sestává z šesti členů, jimiž jsou Tony Cadena (zpěv), Steve Soto (zpěv, kytara, baskytara), Dan Root (kytara), Mike McKnight (rytmická kytara), Mando Del Rio (bicí) a Joe Harrison (rytmická kytara). Za celou dobu své existence se kapela dvakrát rozpadla, poprvé hned v roce 1981 po vydání prvního alba Adolescents, avšak poté se v roce 1986 znovu sjednotila a vydala dvě alba Brats in Battalions (1987) a Balboa Fun*Zone (1988). V roce 1989 se však kapela znovu rozpadla a sjednotila se až v po 12 letech v roce 2001 při výročí 20 let od vydání prvního alba. Od obnovení v roce 2001 vydali další dvě studiová alba OC Confidental v roce 2005 a The Fastest Kid Alive v roce 2011. Nejúspěšnějším albem bylo hned první album, které je někdy zmiňováno jako jedno z nejlepších punkových alb éry 80. let.
The Adolescents ovlivnili řadu kapel, které vznikly později v 80. letech, mezi nimi Bad Religion, NOFX, The Offspring, Red Hot Chili Peppers, Face to Face, Good Riddance, Pennywise, Mudhoney, Fu Manchu, Blink-182 a The Vandals. Kapelu samotnou inspirovaly především skupiny The Beatles, The Ramones, Dead Kennedys a The Sex Pistols.. Kapela dvakrát vystoupila v Praze, poprvé v roce 2009 a podruhé 4. 7. 2011, v rozhovoru před vystoupením v roce 2011 Tony Cadena uvedl, že se do Prahy rád vrací, protože se mu velmi líbí a považuje ji za jedno z nejhezčích měst, které navštívil.
V létě 2012 skupina v České republice vystoupila hned dvakrát - nejdříve na festivalu Mighty Sounds v Táboře a poté na festivalu Pod parou v Moravské Třebové. Na Pod parou Tony Cadena podpořil svým tričkem stíhnanou ruskou punkovou skupinu Pussy Riot.

## Diskografie
Za dobu svého působení vydala kapela pět studiových alb, jedno EP album, dvě koncertní alba a jednu kompilaci, nejúspěšnějším albem bylo album debutové eponymní album z roku 1981, které je označováno jako jedno z nejlepších alb punkové éry 80. let.

### Studiová alba
- Adolescents (1981)
- Brats in Battalions (1987)
- Balboa Fun*Zone (1988)
- OC Confidental (2005)
- The Fastest Kid Alive (2011)

### EP, kompilace a koncertní alba
- Welcome to Reality EP (1980)
- Live 1981 and 1986 (1989)
- Return to the Black Hole (1997)
- Live at the House of Blues (2004)